# Сирадзе, Роман Шалвович
Рома́н Ша́лвович Сира́дзе (род. 1942) — советский футболист, нападающий.
Начинал играть в 1959 году в дубле «Динамо» Тбилиси. В 1961 года — в «Торпедо» Кутаиси, в 1962—1964 годах в чемпионате СССР сыграл 67 матчей, забил 8 голов. Далее играл за клубы «Локомотив» Тбилиси (1964—1965), «Динамо» Батуми (1966), «Мешахте» Ткибули (1967, 1969—1971), «Днепр» Кременчуг (1968).